# ハワッリー
ハワッリー（アラビア語: حولي Ḥawallī）は、クウェートのハワリ県の県都。
コンピュータ関連産業の中心である。
湾岸戦争以前は多くのパレスチナ人が暮らしていたが、戦後多くが立ち去った。
2007年12月31日時点の人口は推計16万4212人である。
(source PACI: ).
ハワリー公園の近くには多くの高級店が並ぶ。
新パキスタン国際学校が有る。

## スポーツ
サッカーチームのアル・カーディシーヤ・クウェートの本拠地のモハメド・アル・ハマド・スタジアムが有る。